# Selmella

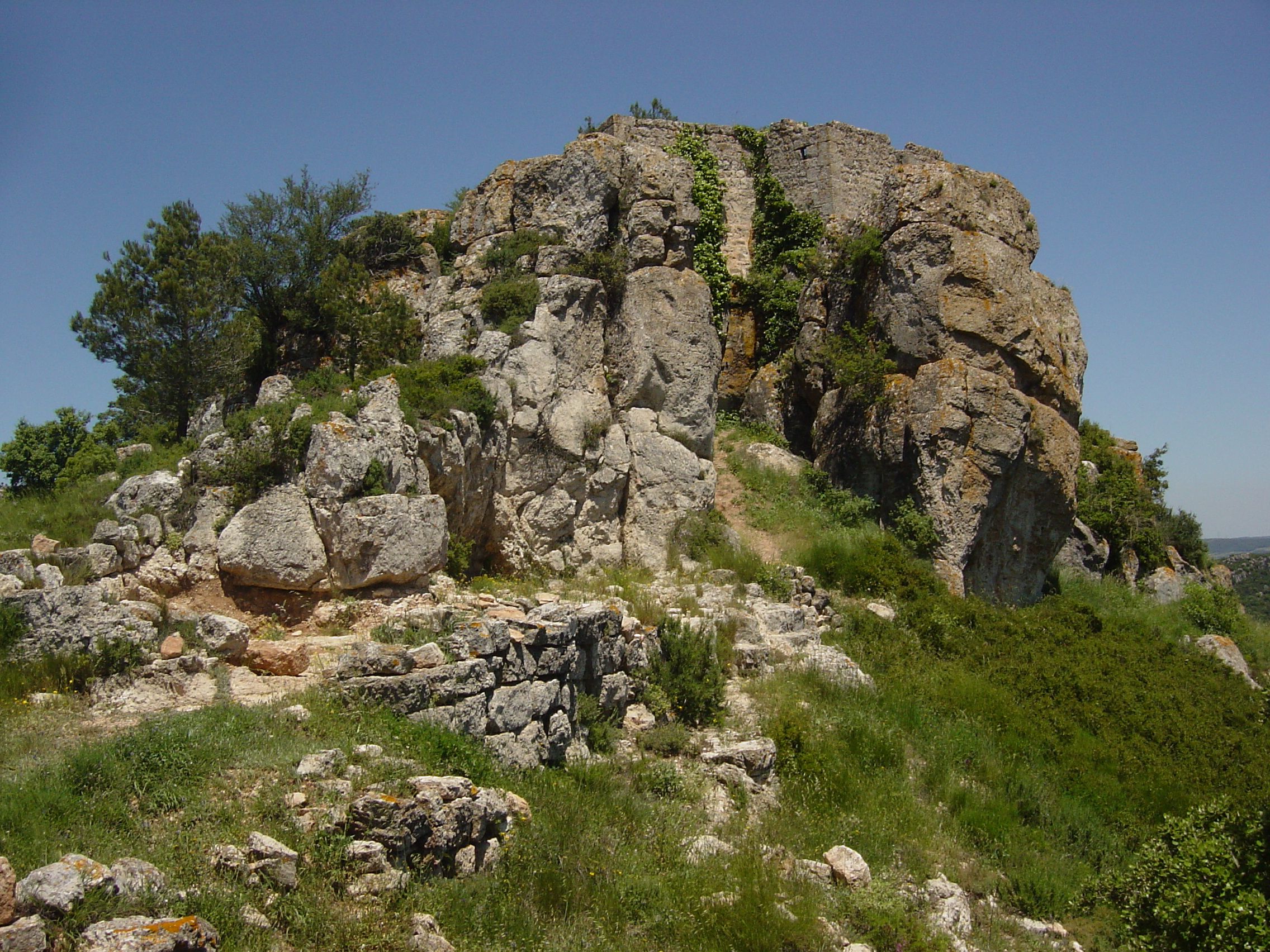
Restos del castillo de Selmella.

Selmella es un pequeño núcleo deshabitado de una docena de casas en el término municipal del Puente de Armentera, Alto Campo, provincia de Tarragona, Cataluña, España.
Se sitúa en un cerro de la Sierra Morena.
El topónimo Selmella presenta diversas variantes en diferentes documentos históricos: Salmella, Saumella, Saumellà Çolmella, Çaumella, Çomella... Según el Onomasticon Cataloniae de Joan Coromines, este topónimo es el origen de los apellidos Saumell, Saumells y Sumell.
Destaca por el castillo homónimo y la iglesia románica dedicada a San Lorenzo.